# Cirrhimuraena yuanding
Cirrhimuraena yuanding är en fiskart som beskrevs av Tang och Zhang 2003. Cirrhimuraena yuanding ingår i släktet Cirrhimuraena och familjen Ophichthidae. Inga underarter finns listade i Catalogue of Life.